# Tê giác lông mượt
Tê giác lông mượt (Coelodonta antiquitatis) là một loài tê giác đã tuyệt chủng phổ biến ở khắp Châu Âu và Bắc Á trong kỷ nguyên Pleistocen và tồn tại cho đến cuối thời kỳ băng hà cuối cùng. Tê giác lông cừu là một thành viên của megafauna Pleistocen. Tê giác lông mượt được bao phủ bởi lớp lông dày và dài mà cho phép nó tồn tại ở thảo nguyên voi ma mút cực kỳ lạnh giá. Nó cũng có một cái bướu lớn vươn ra khỏi vai. Nó ăn chủ yếu trên cây thân thảo mọc ở thảo nguyên. Xác ướp được bảo quản trong lớp băng vĩnh cửu và nhiều bộ xương của tê giác lông mượt đã được tìm thấy. Hình ảnh của tê giác lông mượt được tìm thấy trong các bức tranh hang động ở châu Âu và châu Á.

## Phân loại

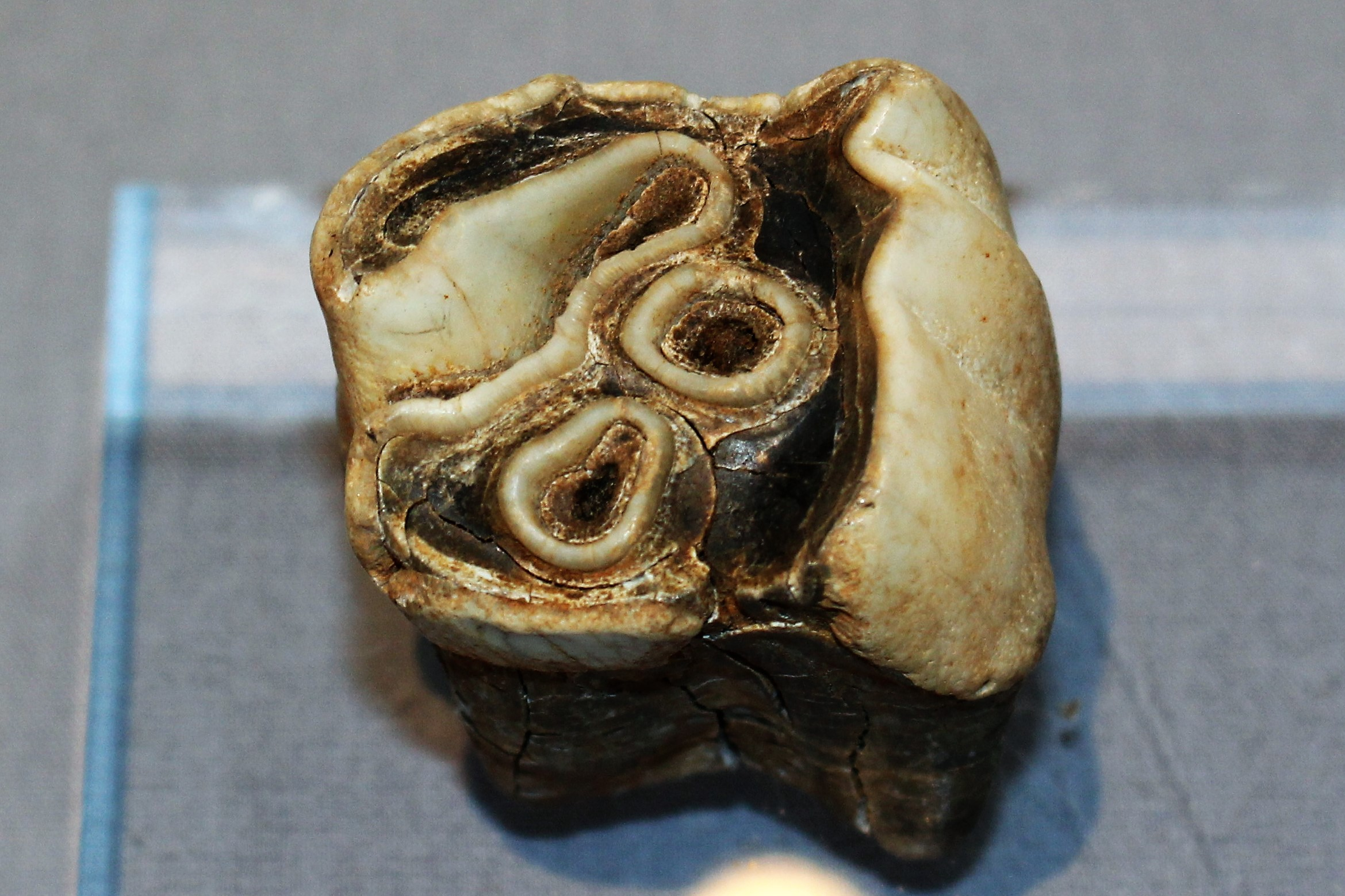
Răng hàm cho thấy lỗ hổng mà chi được đặt tên

Dấu tích của tê giác lông mượt đã được biết đến từ rất lâu trước khi loài này được mô tả, và là cơ sở cho một số sinh vật thần thoại. Các dân tộc bản địa ở Siberia tin rằng sừng của chúng là móng vuốt của những con chim khổng lồ. Một hộp sọ tê giác được tìm thấy ở Klagenfurt, Áo, vào năm 1335, và được cho là của một con rồng. Vào năm 1590, nó được sử dụng làm cơ sở cho phần đầu trên bức tượng của một con sâu bướm. Gotthilf Heinrich von Schubert vẫn tin rằng những chiếc sừng là móng vuốt của những con chim khổng lồ, và phân loại loài vật này dưới cái tên Gryphus antiquitatis, có nghĩa là "chim nướng cổ đại".
Một trong những mô tả khoa học sớm nhất về loài tê giác cổ đại được đưa ra vào năm 1769, khi nhà tự nhiên học Peter Simon Pallas viết báo cáo về chuyến thám hiểm của mình tới Siberia, nơi ông tìm thấy một hộp sọ và hai chiếc sừng trong lớp băng vĩnh cửu. Năm 1772, Pallas mua lại đầu và hai chân của một con tê giác từ người dân địa phương ở Irkutsk, và đặt tên cho loài này là Rhinoceros lenenesis (theo tên sông Lena). Năm 1799, Johann Friedrich Blumenbach nghiên cứu xương tê giác từ bộ sưu tập của Đại học Göttingen, và đề xuất tên khoa học là Rhinoceros antiquitatis. Nhà địa chất học Heinrich Georg Bronn đã chuyển loài này đến Coelodonta vào năm 1831 vì sự khác biệt về hình thành răng của chúng với các thành viên của chi Rhinoceros. Tên này xuất phát từ tiếng Hy Lạp κοιλία (koilía, "sâu răng") và ὀδούς (odoús "răng"), từ chỗ lõm trong cấu trúc răng hàm của tê giác, tạo ra tên khoa học Coelodonta antiquitatis, "răng rỗng cổ ".

### Sự phát triển
Tê giác lông mượt là loài có nguồn gốc nhiều nhất trong chi Coelodonta. Họ hàng gần nhất tuyệt chủng với tê giác lông cừu là chi thú xương mỏng. Hai đường này bị chia cắt trong nửa đầu của Miocen. Xác ướp tê giác Stephanorhinus 1,77 triệu năm tuổi cũng có thể đại diện cho một nhóm chị em với Coelodonta. Tê giác lông mượt có thể là hậu duệ của loài C. tologoijensis Á-Âu hoặc C. thibetana của Tây Tạng. Vào năm 2011, một hóa thạch tê giác lông cừu 3,6 triệu năm tuổi, cổ nhất được biết đến, được phát hiện trên Cao nguyên lạnh giá Thanh Tạng. Một nghiên cứu trên các mẫu DNA từ 40.000 đến 70.000 năm tuổi cho thấy họ hàng gần nhất còn sống của nó là tê giác Sumatra.

## Miêu tả

### Cấu trúc và hình thức

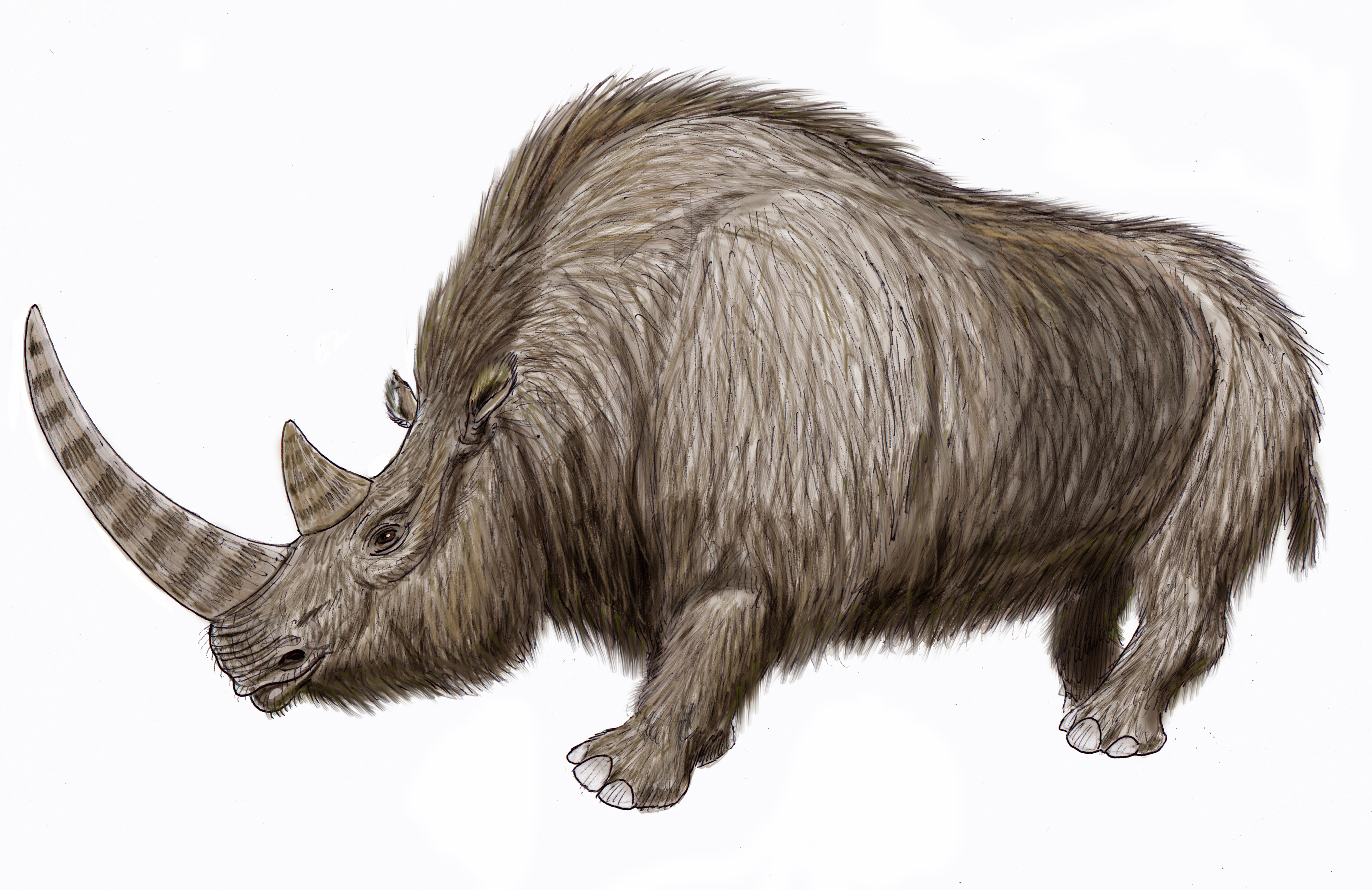
Sự phục hồi

Một con tê giác lông mượt trưởng thành thường dài từ đầu đến đuôi 3,8 mét (9,8 đến 12,5 ft), với trọng lượng ước tính khoảng 1.800–2.700 kg (4.000–6.000 lb) [18] hoặc 2.000 kg (4.400 lb). Nó cao tới 2 m (6,6 ft) ở vai, có kích thước tương đương với tê giác trắng. Một con bê một tháng tuổi có chiều dài khoảng 120 cm (3,9 ft) và cao tới vai 72 cm (2,36 ft). Hai chiếc sừng được làm bằng keratin, với một chiếc sừng dài vươn về phía trước và một chiếc sừng nhỏ hơn giữa hai mắt. So với các loài tê giác khác, tê giác lông mượt có đầu và thân dài hơn, chân ngắn hơn. Vai của nó nhô lên với một cái bướu mạnh mẽ, dùng để hỗ trợ chiếc sừng trước khổng lồ của con vật. Chiếc bướu cũng chứa một lượng chất béo dự trữ để hỗ trợ sự sống sót qua những mùa đông hoang vắng của thảo nguyên voi ma mút.
Các mẫu vật đông lạnh cho thấy bộ lông dài của tê giác có màu nâu đỏ, với lớp lông tơ dày phủ bên dưới một lớp lông bảo vệ dài và thô dày nhất ở vai và cổ. Lông ngắn hơn bao phủ tứ chi, giúp tuyết không bám vào. Chiều dài của cơ thể kết thúc với một cái đuôi 45 đến 50 cm (1,48 đến 1,64 ft) với một lớp lông thô ở cuối. Con cái có hai núm vú trên bầu vú.
Tê giác lông mượt có một số tính năng làm giảm diện tích bề mặt của cơ thể và giảm thiểu sự mất nhiệt. Tai của nó không dài hơn 24 cm (9,4 in), trong khi tai của tê giác ở vùng khí hậu nóng là khoảng 30 cm (12 in). Đuôi của chúng cũng ngắn hơn. Nó cũng có lớp da dày, từ 5 đến 15 mm (0,20 đến 0,59 in), nặng nhất ở ngực và vai.

### Hộp sọ và răng

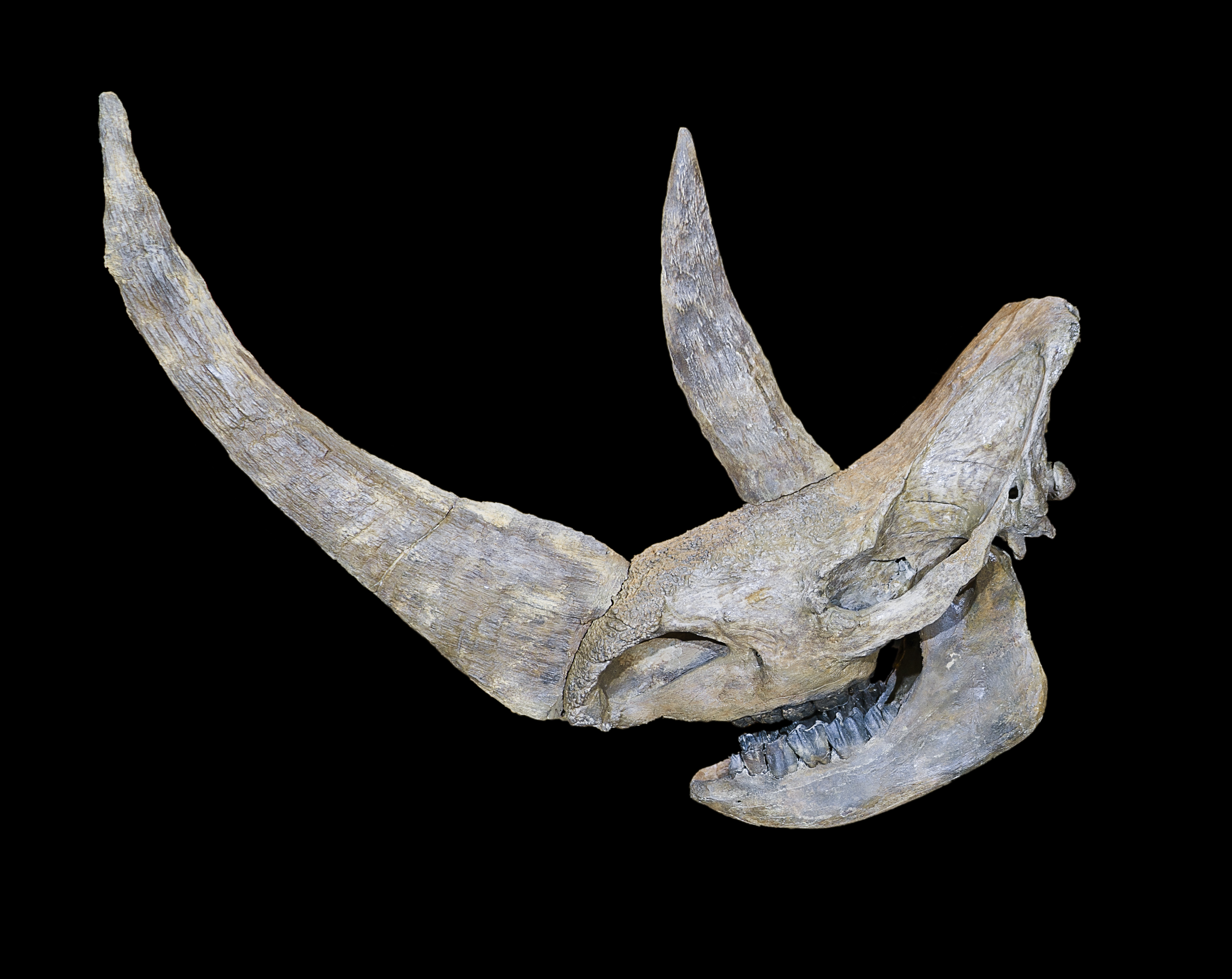
Hộp sọ tê giác lông mượt

Hộp sọ có chiều dài từ 70 đến 90 cm (28 đến 35 in). Nó dài hơn so với các loài tê giác khác, tạo cho đầu một tư thế nghiêng sâu, hướng xuống dưới, tương tự như các họ hàng hóa thạch của nó là Stephanorhinus hemiotoechus và Elasmotherium cũng như tê giác trắng. Cơ bắp khỏe mạnh trên xương chẩm dài của nó tạo thành vòng cổ và giữ hộp sọ khổng lồ. Hàm dưới khổng lồ của nó dài tới 60 cm (24 in) và cao 10 cm (3,9 in).
Vách ngăn mũi của tê giác lông mượt đã bị nứt ra, không giống như tê giác hiện đại. Điều này phổ biến nhất ở nam giới trưởng thành. Sự thích nghi này có lẽ đã phát triển do áp lực nặng nề lên sừng và mặt khi tê giác gặm cỏ dưới lớp tuyết dày. Điểm độc nhất của loài tê giác này, xương mũi được hợp nhất với lớp sừng trước, điều này không xảy ra ở các loại Coelodonta cổ hơn hoặc tê giác ngày nay.
Răng của tê giác lông mượt có lớp men dày và một khoang bên trong mở. Giống như những con tê giác khác, con trưởng thành không có răng cửa. Nó có 3 răng tiền hàm và 3 răng hàm ở cả hai hàm. Các răng hàm cao và có một lớp xi măng dày.

### Sừng
Cả hai giới đều có hai sừng. Sừng trước dài ít nhất một mét (3,3 ft), lên đến 1,4 mét (4,6 ft) và trọng lượng của nó đạt 15 kilôgam (33 lb). Nó hướng về phía trước, nhiều hơn so với những con tê giác hiện đại. Sừng sau ngắn hơn.

## Cổ sinh vật học
Tê giác lông mượt có lịch sử sống tương tự như tê giác hiện đại. Các nghiên cứu về răng sữa cho thấy các cá thể phát triển tương tự như cả tê giác trắng và đen. Hai núm vú ở con cái gợi ý rằng nó nên nuôi một con bê, hoặc hiếm hơn là hai con, cứ sau hai đến ba năm. Nếu tương tự như tê giác hiện đại, con non sống với mẹ trong khoảng 3 năm trước khi tìm kiếm lãnh thổ cá thể của riêng mình, đạt đến độ trưởng thành giới tính trong vòng 5 năm. Tê giác lông cừu có thể đạt khoảng 40 tuổi, giống như họ hàng hiện đại của chúng.
Với cặp sừng và kích thước khổng lồ, con trưởng thành có ít kẻ săn mồi, nhưng những con non có thể bị tấn công bởi các loài động vật như linh cẩu và sư tử hang động. Một hộp sọ được tìm thấy với vết thương cho thấy một cuộc tấn công từ một con mèo, nhưng con vật đã sống sót đến tuổi trưởng thành.
Tê giác lông cừu có thể đã sử dụng sừng của chúng để chiến đấu, có thể bao gồm cả chiến đấu cạnh tranh chủng loài cụ thể như được ghi lại trong các bức tranh hang động, cũng như để di chuyển tuyết để phát hiện thảm thực vật trong mùa đông. Chúng cũng có thể được sử dụng để thu hút bạn tình. Tê giác lông cừu có lẽ có tính lãnh thổ giống như các đồng loại hiện đại của chúng, tự vệ khỏi các đối thủ cạnh tranh, đặc biệt là trong mùa hằn lún. Hộp sọ hóa thạch cho thấy tổn thương từ sừng trước của những con tê giác khác, và hàm dưới và xương sườn sau có dấu hiệu bị vỡ và tái hình thành, cũng có thể là do đánh nhau. Tần suất chiến đấu nội đặc hiệu rõ ràng, so với những con tê giác gần đây, có thể là kết quả của sự thay đổi khí hậu nhanh chóng trong thời kỳ băng hà cuối cùng, khi con vật đối mặt với căng thẳng gia tăng do cạnh tranh với các động vật ăn cỏ lớn khác.

### Chế độ ăn
Tê giác lông mượt chủ yếu ăn cỏ và cói mọc ở thảo nguyên voi ma mút. Đầu dài, nghiêng với tư thế hướng xuống và cấu trúc răng đều giúp nó gặm cỏ. Nó có môi trên rộng giống như môi của loài tê giác trắng, cho phép nó dễ dàng nhổ cỏ trực tiếp từ mặt đất. Phân tích phấn hoa cho thấy nó cũng ăn các cây thân gỗ (bao gồm cây lá kim, cây liễu và cây mã đề), dọc theo hoa, forbs và rêu. Nghiên cứu đồng vị trên sừng cho thấy tê giác lông cừu có chế độ ăn theo mùa; các khu vực mọc sừng khác nhau cho thấy rằng nó chủ yếu chăn thả vào mùa hè, trong khi nó tìm kiếm cây bụi và cành vào mùa đông.
Một cuộc điều tra cơ sinh học vectơ chủng đối với hộp sọ, xương hàm và răng của một cá thể được bảo quản tốt trong giai đoạn lạnh giá cuối cùng được phục hồi từ Whitemoor Haye, Staffordshire, cho thấy các đặc điểm cơ và răng hỗ trợ sở thích ăn cỏ. Đặc biệt, sự mở rộng của cơ thái dương và cơ cổ phù hợp với yêu cầu đó để chống lại các lực kéo lớn tạo ra khi lấy một lượng lớn thức ăn gia súc từ mặt đất. Sự hiện diện của một nha khoa lớn hỗ trợ lý thuyết này.
Các so sánh với các loài Bộ Guốc lẻ còn sống xác nhận rằng tê giác lông cừu là loài lên men chân sau với một dạ dày duy nhất, tiêu thụ thức ăn gia súc giàu cellulose, nghèo protein. Nó đã phải tiêu thụ một lượng lớn thức ăn để tạo ra hàm lượng dinh dưỡng thấp trong khẩu phần ăn của nó. Những con tê giác lông cừu sống ở Bắc Cực trong thời kỳ Cực đại băng hà cuối cùng đã tiêu thụ khối lượng tương đương các loại pháo, chẳng hạn như chi Ngải và graminoit.

### Nơi sống và phân bố

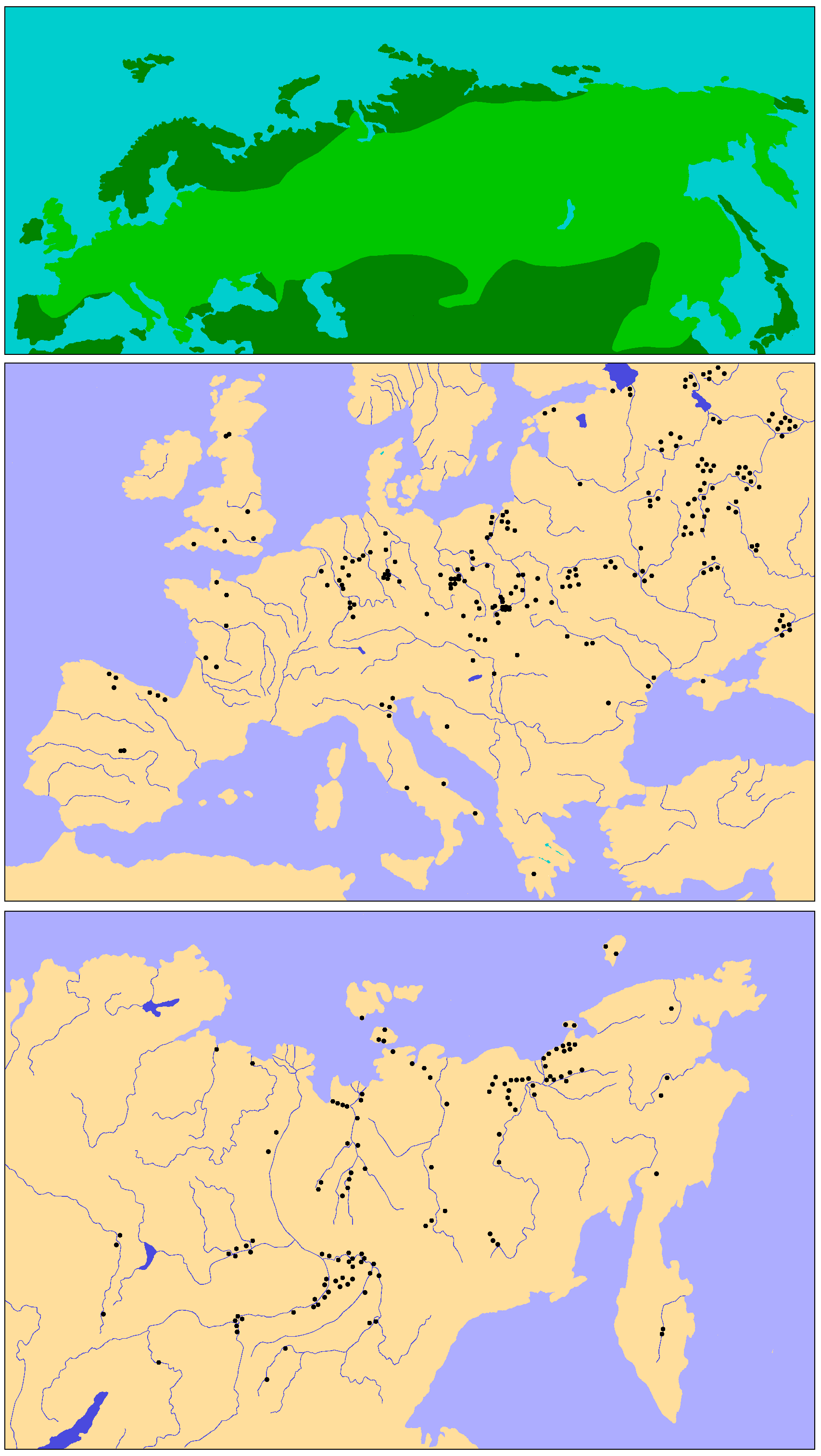
Phạm vi của tê giác lông cừu, bao gồm cả các địa điểm hóa thạch

Tê giác lông cừu chủ yếu sống ở các vùng đất thấp, cao nguyên và thung lũng sông, với khí hậu khô hạn đến khô hạn, và di cư lên các độ cao cao hơn trong các pha khí hậu thuận lợi. Nó tránh các dãy núi, do tuyết dày và địa hình dốc khiến con vật không thể vượt qua dễ dàng. Môi trường sống chính của tê giác là thảo nguyên voi ma mút, một cảnh quan rộng lớn, thoáng đãng được bao phủ bởi những dãy cỏ và bụi rậm. Tê giác lông mượt sống cùng với các loài động vật ăn cỏ lớn khác, chẳng hạn như voi ma mút lông, hươu khổng lồ, tuần lộc, linh dương saiga và bò rừng - một loại động vật được gọi là Tổ hợp động vật Mammuthus-Coelodonta. Với sự phân bố rộng rãi, tê giác lông cừu sống ở một số khu vực cùng với các loài tê giác khác là Stephanorhinus và Elasmotherium.
Vào cuối thời kỳ băng hà Riss khoảng 130 nghìn năm trước, tê giác lông cừu đã sống trên khắp miền bắc Á-Âu, trải dài hầu hết châu Âu, Đồng bằng Nga, Siberia và Cao nguyên Mông Cổ, với nhiệt độ từ 72 ° đến 33 ° N. Các hóa thạch đã được tìm thấy xa về phía bắc đến tận Quần đảo Tân Siberi. Nó có phạm vi rộng nhất trong số các loài tê giác.
Nó dường như đã không vượt qua cây cầu đất Bering trong thời kỳ băng hà cuối cùng (kết nối châu Á với Bắc Mỹ), với sự xuất hiện nhiều nhất ở bán đảo Chukotka, có thể do mật độ cỏ thấp và môi trường sống thích hợp trong Yukon, sự cạnh tranh với các động vật ăn cỏ lớn khác trên cây cầu đất lạnh giá, và các sông băng rộng lớn tạo ra các rào cản vật lý. Ngay cả khi một số đến Bắc Mỹ, điều này có lẽ không phổ biến.

## Mối quan hệ với con người

### Việc săn bắn
Tê giác lông cừu đã chia sẻ môi trường sống của chúng với con người, nhưng bằng chứng trực tiếp cho thấy chúng tương tác với nhau là tương đối hiếm. Chỉ 11% các địa điểm được biết đến của các bộ lạc Siberia thời tiền sử có di tích hoặc hình ảnh của loài vật này. Nhiều hài cốt của tê giác được tìm thấy trong các hang động (chẳng hạn như hang Kůlna ở Trung Âu), vốn không phải là môi trường sống tự nhiên của tê giác hay con người, và những kẻ săn mồi lớn như linh cẩu có thể đã mang các bộ phận của tê giác ở đó. Đôi khi, chỉ có răng hoặc mảnh xương riêng lẻ được phát hiện, thường chỉ đến từ một loài động vật. Hầu hết các hài cốt của Tê giác ở Tây Âu đều được tìm thấy ở cùng những nơi tìm thấy hài cốt hoặc hiện vật của con người, nhưng điều này có thể xảy ra một cách tự nhiên.
Các dấu hiệu cho thấy con người ban đầu đã săn bắt hoặc lùng sục tê giác đến từ các dấu hiệu trên xương của con vật. Một mẫu vật có vết thương do vũ khí của con người gây ra, với dấu vết của vết thương do vật sắc nhọn đánh dấu ở vai và đùi, và một ngọn giáo được bảo quản được tìm thấy gần xác chết. Một số địa điểm từ giai đoạn đầu của Thời kỳ băng hà cuối cùng vào cuối thời kỳ đồ đá cũ giữa, chẳng hạn như Hang động Gudenus (Áo) và địa điểm ngoài trời Königsaue (Sachsen-Anhalt, Đức), đã bị phá hủy nặng nề xương tê giác lót bằng dấu gạch chéo. Hành động này được thực hiện một phần để chiết xuất phần tủy xương bổ dưỡng.
Cả xương và xương của tê giác đều được sử dụng làm nguyên liệu cho các công cụ và vũ khí, cũng như di vật của nhiều loài động vật khác nhau. Tại khu vực ngày nay là Zwoleń, Ba Lan, thiết bị này được làm từ xương đập của người bại liệt. Những chiếc ném dài nửa mét, được làm từ lông tê giác khoảng 27 nghìn năm trước, đến từ bờ sông Yana. Một ngọn giáo 13.300 năm được tìm thấy trên đảo Bolshoy Lyakhovsky với đầu giác quan, xa nhất về phía bắc mà con người từng được tìm thấy
Người đàn ông trong hang Pinhole là một hình tượng người đàn ông thuộc thời kỳ đồ đá cũ muộn được khắc trên xương sườn của một con tê giác lông cừu, được tìm thấy tại Creswell Crags ở Anh.

### Nghệ thuật cổ đại
Nhiều bức tranh hang động từ thời đồ đá cũ trên mô tả những con tê giác bằng lông cừu. Các đặc điểm nhận dạng của con vật được vẽ nổi bật, hoàn chỉnh với phần lưng và bướu nhô cao, tương phản với phần đầu nằm thấp của nó. Hai đường cong tượng trưng cho tai. Sừng của con vật được vẽ với độ cong dài của chúng, và trong một số trường hợp, lớp lông cũng được chỉ ra. Nhiều bức tranh cho thấy một dải đen chia cắt cơ thể.
Khoảng 20 hình vẽ thời kỳ đồ đá cũ về tê giác lông mượt đã được biết đến trước khi phát hiện ra Hang Chauvet ở Pháp. Chúng có niên đại hơn 31.000 năm tuổi, có thể là từ thời Aurignacian, được khắc trên tường hang động hoặc được vẽ bằng màu đỏ hoặc đen. Một cảnh mô tả hai con tê giác chiến đấu với nhau bằng sừng của chúng. Các hình minh họa khác được tìm thấy trong các hang động Rouffignac và Lascaux. Một bức vẽ từ Font-de-Gaume cho thấy tư thế đầu cao hơn đáng kể, và những bức khác được vẽ bằng sắc tố đỏ trong Hang động Kapova ở dãy núi Ural. Một số hình ảnh cho thấy tê giác bị tấn công bằng giáo hoặc mũi tên, biểu thị sự săn bắn của con người.
Địa điểm Dolní Věstonice ở Moravia, Cộng hòa Séc, được tìm thấy với hơn bảy trăm tượng động vật, nhiều tê giác lông mượt.

## Sự tuyệt chủng
Nhiều loài động vật lớn thuộc thế kỷ Pleistocen, như tê giác lông mượt, đã tuyệt chủng trong cùng một khoảng thời gian. Việc săn bắn của con người thường được coi là một nguyên nhân. Các giả thuyết khác về nguyên nhân của các vụ tuyệt chủng là sự thay đổi khí hậu liên quan đến Kỷ băng hà đang rút đi và giả thuyết về hyperdisease (q.v. sự kiện tuyệt chủng Đệ tứ). Một trong những giả thuyết được chấp nhận rộng rãi hơn nói rằng, mặc dù tê giác lông cừu chuyên dùng cho thời tiết lạnh giá, nhưng nó có khả năng sống sót ở những vùng khí hậu ấm hơn. Điều này cho thấy rằng biến đổi khí hậu không phải là yếu tố duy nhất góp phần vào sự tuyệt chủng của Tê giác. Các loài thích nghi với lạnh khác, chẳng hạn như tuần lộc, bò xạ hương và Bò bison châu Âu, sống sót sau thời kỳ thay đổi khí hậu này và nhiều loài khác thích nó, ủng hộ giả thuyết 'quá mức cần thiết' đối với tê giác lông mượt.
Xác định niên đại bằng carbon phóng xạ chỉ ra rằng các quần thể sống sót gần đây là 8.000 năm trước Công nguyên ở phía tây Siberia. Tuy nhiên, độ chính xác của niên đại này là không chắc chắn, vì một số cao nguyên cacbon phóng xạ tồn tại vào khoảng thời gian này. Sự tuyệt chủng không trùng với sự kết thúc của kỷ băng hà cuối cùng, mà trùng với một sự đảo ngược khí hậu nhỏ nhưng nghiêm trọng kéo dài trong khoảng 1.000–1.250 năm, Younger Dryas (GS1 — Greenland Stadial 1), được đặc trưng bởi sự băng giá và khắc nghiệt nguội lạnh trên toàn cầu, một đoạn ngắn trong quá trình ấm lên tiếp tục sau khi kết thúc kỷ băng hà lớn cuối cùng (GS2), được cho là do sự ngừng hoạt động của tuần hoàn nhiệt trong đại dương do dòng nước ngọt lạnh từ trước đó băng tan liên tục trong thời gian ấm hơn giữa các tiểu bang (GI1 — Greenland Interstadial 1: khoảng 16.000–11.450 14C năm BP).

## Mẫu hoa thạch
Nhiều hài cốt tê giác đã được tìm thấy được bảo quản trong vùng băng vĩnh cửu. Năm 1771, một đầu, hai chân và da sống được tìm thấy ở sông Vilyuy ở phía đông Siberia và được gửi đến Kunstkamera ở Saint Petersburg. Sau đó vào năm 1877, một thương nhân người Siberia đã tìm thấy một đầu và một chân từ một nhánh sông Yana.
Vào tháng 10 năm 1907, những người thợ mỏ ở Starunia, Ukraine, tìm thấy một xác voi ma mút được chôn trong một cái hố bằng ozokerite. Một tháng sau, một con tê giác được tìm thấy bên dưới 5 mét (16 ft). Cả hai đều được gửi đến Bảo tàng Dzieduszycki, nơi mô tả chi tiết được xuất bản trong chuyên khảo của bảo tàng. Các bức ảnh đã được xuất bản trên các tạp chí cổ sinh vật học và sách giáo khoa, và những bức tranh hiện đại đầu tiên về loài này dựa trên mẫu vật được gắn. [68] Con tê giác hiện được đặt trong Bảo tàng Quốc gia Lviv cùng với voi ma mút. Sau đó, vào năm 1929, Viện Hàn lâm Khoa học và Nghệ thuật Ba Lan đã cử một đoàn thám hiểm đến Starunia, tìm thấy xác ướp của ba con tê giác. Một mẫu vật, chỉ thiếu sừng và lông, đã được đưa đến Bảo tàng Lịch sử Tự nhiên và Thủy cung ở Kraków. Một khuôn bằng thạch cao đã được thực hiện ngay sau đó, hiện được lưu giữ tại Bảo tàng Lịch sử Tự nhiên ở London.
Các mảnh sọ và xương sườn của một con tê giác được tìm thấy vào năm 1972 ở Churapcha, giữa sông Lena và sông Amga. Một bộ xương nguyên vẹn được tìm thấy ngay sau đó, với da, lông và dạ dày được bảo quản. Năm 1976, các học sinh trong một chuyến đi thăm lớp học đã tìm thấy một bộ xương tê giác 20.000 năm tuổi ở tả ngạn sông Aldan, phát hiện ra một hộp sọ có cả sừng, xương sống, xương sườn và xương chi.
Năm 2007, một phần xác tê giác được tìm thấy ở vùng hạ lưu Kolyma. Vị trí hướng lên của nó cho thấy có lẽ con vật đã rơi xuống bùn và chìm. Năm sau vào năm 2008, một bộ xương gần như hoàn chỉnh đến từ sông Chukochya. Cùng năm đó, người dân địa phương gần Amga đã phát hiện ra xác tê giác được ướp xác, và trong hai năm tiếp theo, người ta đã khai quật được xương chậu, đốt sống đuôi và xương sườn cùng với chi trước và chi sau với các ngón chân còn nguyên vẹn.
Vào tháng 9 năm 2014, một xác ướp tê giác con được hai thợ săn Alexander "Sasha" Banderov và Simeon Ivanov, phát hiện tại một nhánh của sông Semyulyakh ở quận Abyysky ở Yakutia, Nga. Đầu và sừng, lông và các mô mềm của nó đã được phục hồi. Một số bộ phận đã được rã đông và ăn vì chúng không bị lớp băng vĩnh cửu bao phủ. Cơ thể được giao cho Học viện Khoa học Yakutia, nơi nó được đặt tên là "Sasha" theo tên một trong những người phát hiện ra nó. Phân tích nha khoa cho thấy rằng con bê khoảng bảy tháng tuổi vào thời điểm nó chết. Với sự bảo quản nguyên vẹn của nó, các nhà khoa học đã tiến hành phân tích DNA.
Vào tháng 8 năm 2020, một con tê giác được tìm thấy, sau khi được tiết lộ bởi lớp băng vĩnh cửu tan chảy, gần với địa điểm phát hiện năm 2014. Con tê giác khoảng từ ba đến bốn tuổi và nó cho rằng nguyên nhân cái chết là do chết đuối. Nó là một trong những động vật được bảo tồn tốt nhất được phục hồi từ khu vực, hầu hết các cơ quan nội tạng của nó còn nguyên vẹn. Khám phá cũng rất đáng chú ý về việc bảo tồn một chiếc sừng mũi nhỏ, một chiếc sừng hiếm vì chúng thường phân hủy nhanh chóng.